# Браун, Антонин
Антонин Браун (чеш. Antonín Braun; 5 августа 1709, Мюлау, ныне коммуна Эц, земля Тироль, Австрия — 11 февраля 1742) — чешский скульптор австрийского происхождения. Племянник и ученик скульптора Матиаша Бернарда Брауна, с 1729 года работавший в его мастерской и возглавивший её после смерти дяди.

## Работы
- Статуи у главного портала Костела св. Микулаша на Староместской площади в Праге (1735).
- Лепные украшения, скульптуры и каменные вазы в саду летнего дворца Михны из Вацинова (ок. 1730).
- Скульптуры в Гардиговском саду (ок. 1740, перевезены из замка Штиржин в ходе реконструкции сада в 1970-х годах).
- Статуя святого Яна Непомука в Пршештице на мосту через Углаву (1740)